# Ford Fiesta R5
Ford Fiesta R5 (od sezonu 2020 zgodnie z nową terminologią FIA zwany Ford Fiesta Rally2) – samochód rajdowy kategorii RC 2, klasy R5 (WRC2), którego debiut na rajdowych trasach miał miejsce w roku 2013. Model ten jest rozwinięciem wersji drogowej ST i zbudowany jest na bazie Forda Fiesty siódmej generacji. W założeniach FIA auto to ma zastąpić samochody klasy RRC i S2000

## Dane techniczne
|                   | Ford Fiesta R5                                                                                         |
| ----------------- | --- |
| Silnik            | z wtryskiem bezpośrednim, 4-cylindrowy turbodoładowany z 32 mm zwężką                                  |
| Pojemność skokowa | 1597 cm³                                                                                               |
| Moc maksymalna    | ok. 280 KM                                                                                             |
| Napęd             | stały napęd na cztery koła                                                                             |
| Skrzynia biegów   | 5-biegowa sekwencyjna firmy Sadev                                                                      |
| Zawieszenie       | przednie i tylne kolumny McPhersona z regulowanymi amortyzatorami Reiger, przedni i tylny stabilizator |
| Zbiornik paliwa   | 80 litrów                                                                                              |
| Koła              | 7″ × 15″ (szuter), 8″ × 18″ (asfalt)                                                                   |
| Hamulce           | AP Racing 300 × 28 szuter lub 355 × 32 asfalt; hydrauliczny hamulec ręczny                             |

## Sukcesy w rajdach
Zwycięstwa w Rajdowych Mistrzostwach Europy (ERC)
| Nr | Rajd                               | Sezon | Kierowca             | Pilot             |
| -- | ---------------------------------- | ----- | -------------------- | ----------------- |
| 1  | 70. Rajd Polski                    | 2013  | Kajetan Kajetanowicz | Jarosław Baran    |
| 2  | 5. Rally Estonia                   | 2014  | Ott Tänak            | Raigo Mõlder      |
| 3  | 32. Internationale Jänner-Rallye   | 2015  | Kajetan Kajetanowicz | Jarosław Baran    |
| 4  | 44. Cyprus Rally                   | 2015  | Kajetan Kajetanowicz | Jarosław Baran    |
| 5  | 61. Acropolis Rally                | 2015  | Kajetan Kajetanowicz | Jarosław Baran    |
| 6  | 56. Rallye International du Valais | 2015  | Aleksiej Lukjanuk    | Aleksiej Arnautow |
| 7  | 40. Rally Islas Canarias           | 2016  | Aleksiej Lukjanuk    | Aleksiej Arnautow |
| 8  | Rajd Azorów                        | 2016  | Ricardo Moura        | António Costa     |
| 9  | 25 Rajd Rzeszowski                 | 2016  | Kajetan Kajetanowicz | Jarosław Baran    |
| 10 | 45. Rajd Cypru                     | 2016  | Aleksiej Lukjanuk    | Aleksiej Arnautow |
| 11 | 41. Rajd Wysp Kanaryjskich         | 2017  | Aleksiej Lukjanuk    | Aleksiej Arnautow |
| 12 | 61. Rajd Akropolu                  | 2017  | Kajetan Kajetanowicz | Jarosław Baran    |
| 13 | 46. Rajd Cypru                     | 2017  | Nasser Al-Attiyah    | Matthieu Baumel   |
| 14 | 26 Rajd Rzeszowski                 | 2017  | Bryan Bouffier       | Gilbert Dini      |
| 15 | Rally di Roma Capitale             | 2017  | Bryan Bouffier       | Xavier Panseri    |
| 16 | 53. Rajd Azorów                    | 2018  | Aleksiej Lukjanuk    | Aleksiej Arnautow |
| 17 | 42. Rajd Wysp Kanaryjskich         | 2018  | Aleksiej Lukjanuk    | Aleksiej Arnautow |
| 18 | 6. Rally di Roma Capitale          | 2018  | Aleksiej Lukjanuk    | Aleksiej Arnautow |
Zwycięstwa w Rajdowych Mistrzostwach Świata (WRC 2)
| Nr | Rajd                                | Sezon | Kierowca         | Pilot             |
| -- | ----------------------------------- | ----- | ---------------- | ----------------- |
| 1  | 63. Neste Oil Rally Finland         | 2013  | Jari Ketomaa     | Marko Sallinen    |
| 2  | 69th Wales Rally GB                 | 2013  | Elfyn Evans      | Daniel Barritt    |
| 3  | 82ème Rallye Automobile Monte-Carlo | 2014  | Jurij Protasow   | Pavlo Cherepin    |
| 4  | 11. Rally Guanajuato Corona         | 2014  | Jurij Protasow   | Pavlo Cherepin    |
| 5  | 11. Rally d’Italia Sardegna         | 2014  | Lorenzo Bertelli | Mitia Dotta       |
| 6  | 71. Rajd Polski                     | 2014  | Ott Tänak        | Raigo Mõlder      |
| 7  | 32. ADAC Rallye Deutschland 2014    | 2014  | Pontus Tidemand  | Emil Axelsson     |
| 8  | Rallye de France-Alsace 2014        | 2014  | Quentin Gilbert  | Renaud Jamoul     |
| 9  | 70th Wales Rally GB                 | 2014  | Jari Ketomaa     | Kaj Lindstrom     |
| 10 | 63st Rally Sweden                   | 2015  | Jari Ketomaa     | Kaj Lindstrom     |
| 11 | 84ème Rallye Automobile Monte-Carlo | 2016  | Elfyn Evans      | Craig Parry       |
| 12 | 64. Rally Sweden                    | 2016  | Elfyn Evans      | Craig Parry       |
| 13 | 59. Rajd Korsyki                    | 2016  | Elfyn Evans      | Craig Parry       |
| 14 | 35. Rajd Niemiec                    | 2017  | Eric Camilli     | Benjamin Veillas  |
| 15 | 53. Rajd Hiszpanii                  | 2017  | Teemu Suninen    | Mikko Markkula    |
| 16 | 27. Rajd Australii                  | 2017  | Kalle Rovanperä  | Jonne Halttunen   |
| 17 | 66. Rajd Szwecji                    | 2018  | Takamoto Katsuta | Marko Salminen    |
| 18 | 27. Rajd Australii                  | 2018  | Alberto Heller   | José Luis Díaz    |
| 19 | 87. Rajd Monte Carlo                | 2019  | Gus Greensmith   | Elliott Edmondson |

## Galeria

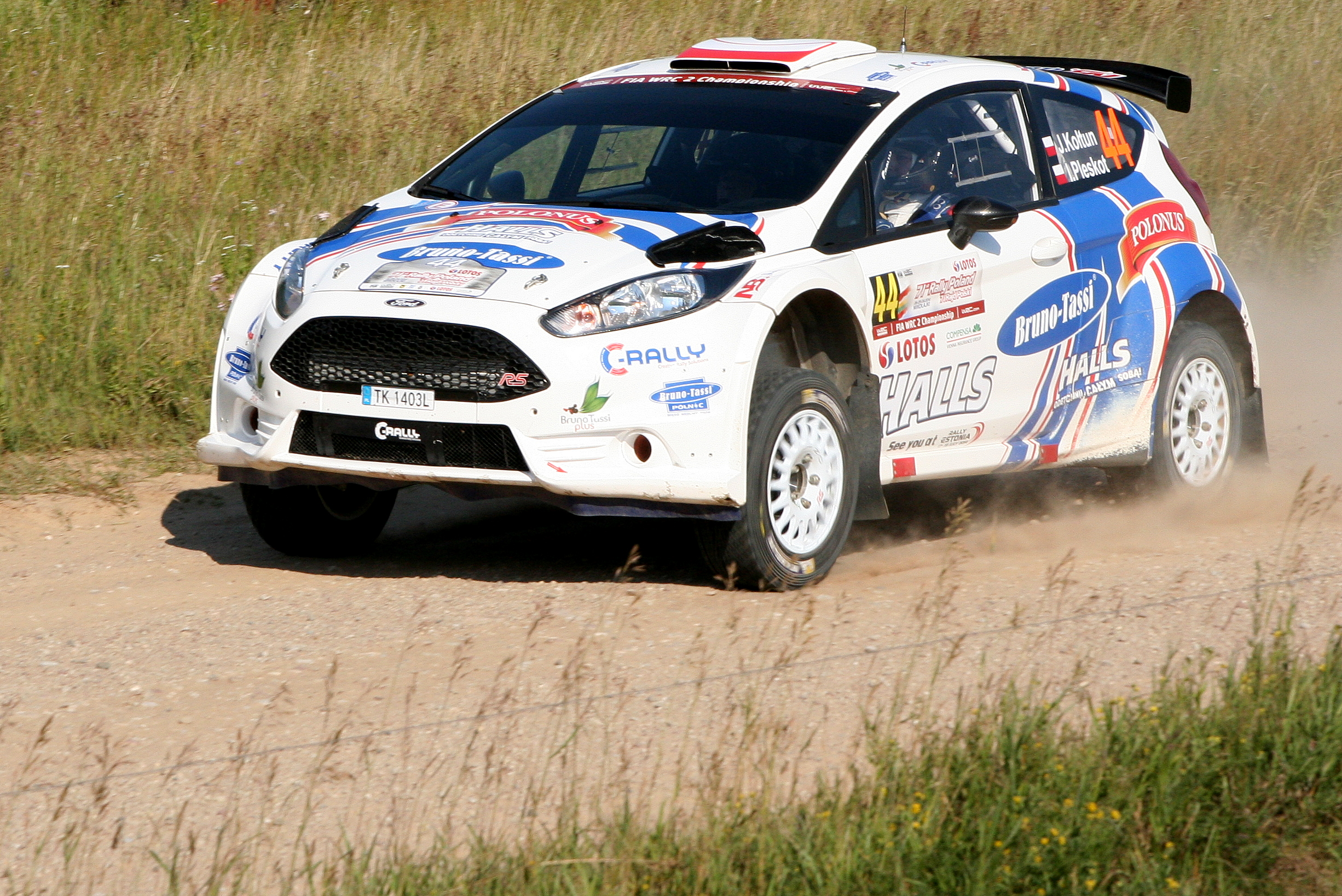
Jarosław Kołtun podczas Rajdu Polski 2014
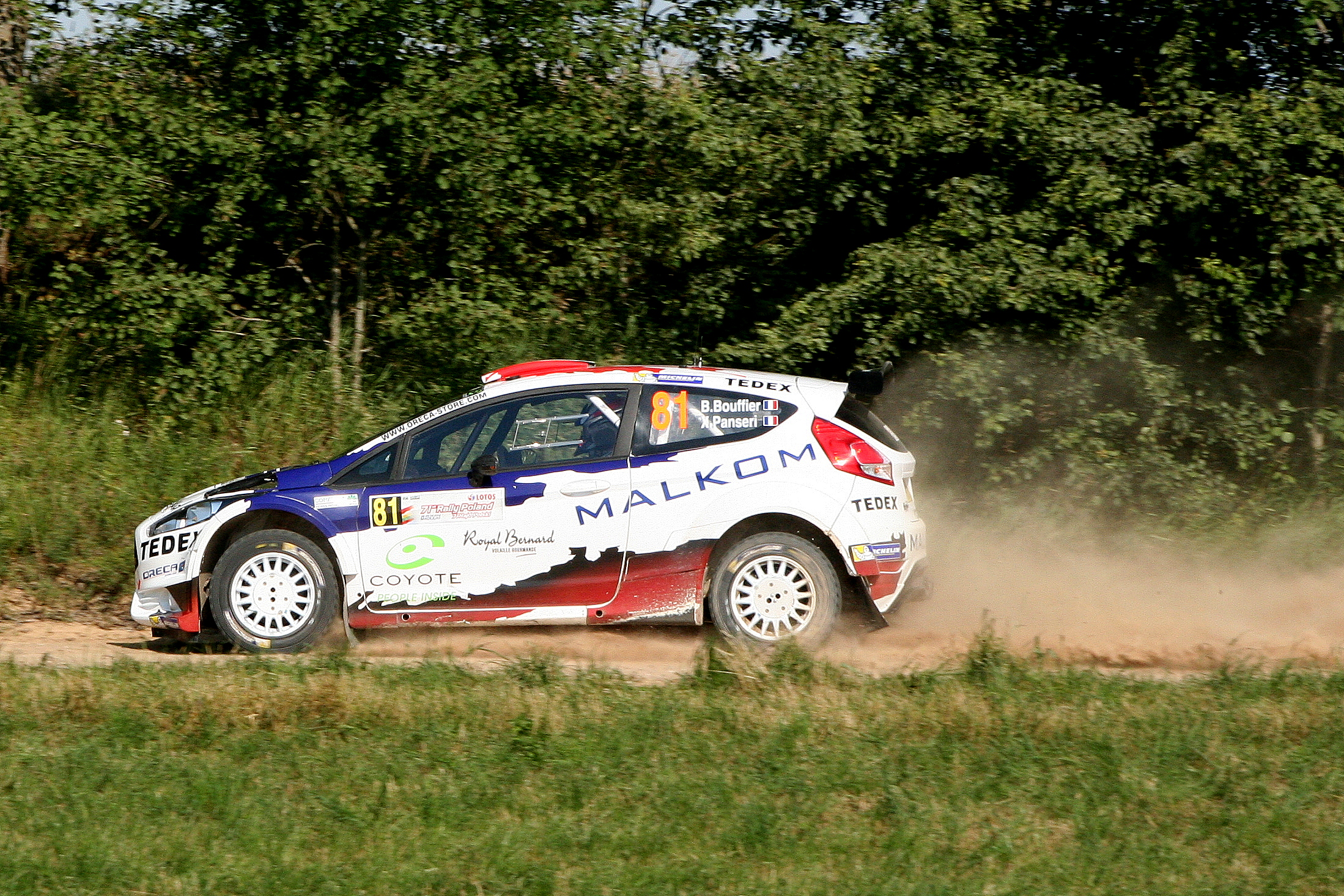
Bryan Bouffier podczas Rajdu Polski 2014
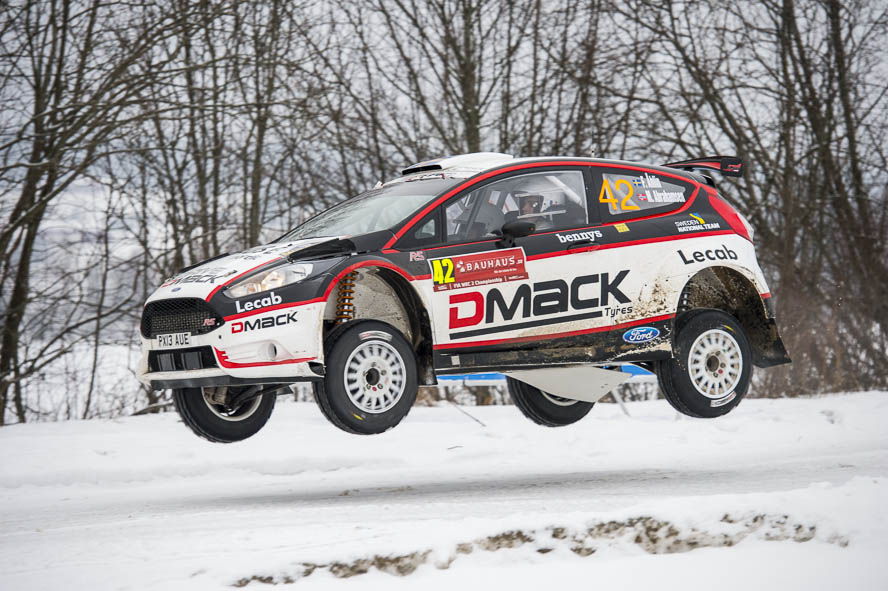
Fredrik Ahlin podczas Rajdu Szwecji 2014
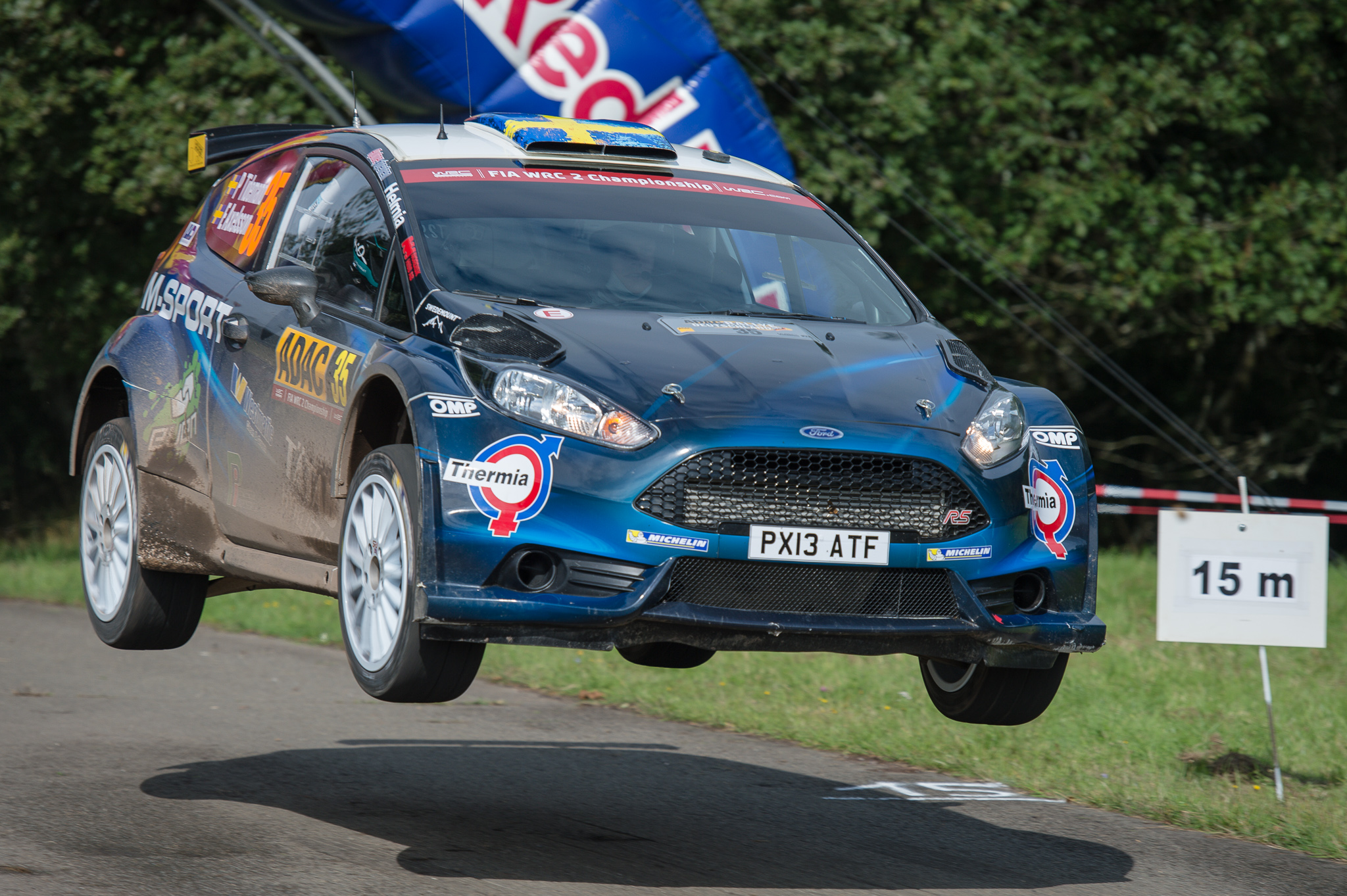
Pontus Tidemand podczas Rajdu Niemiec 2014
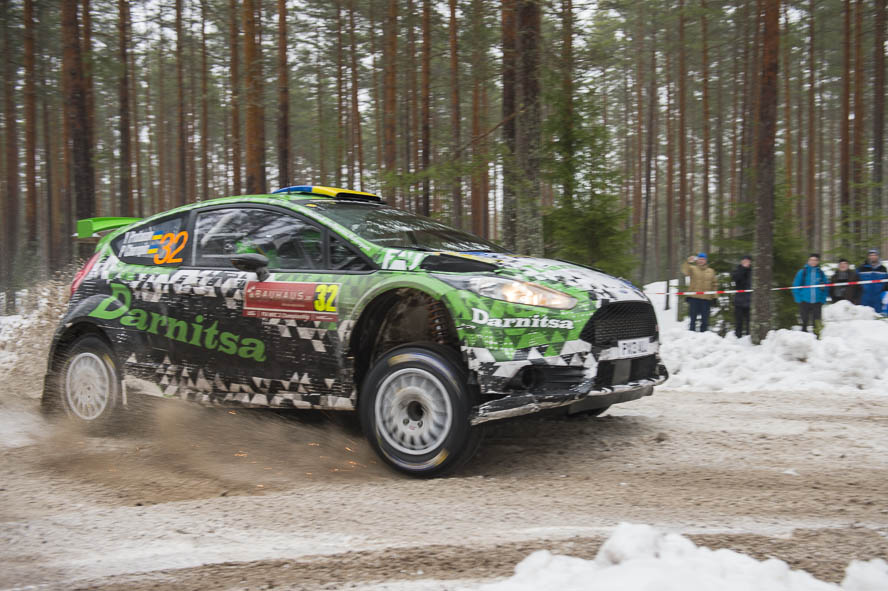
Jurij Protasow podczas Rajdu Szwecji 2014
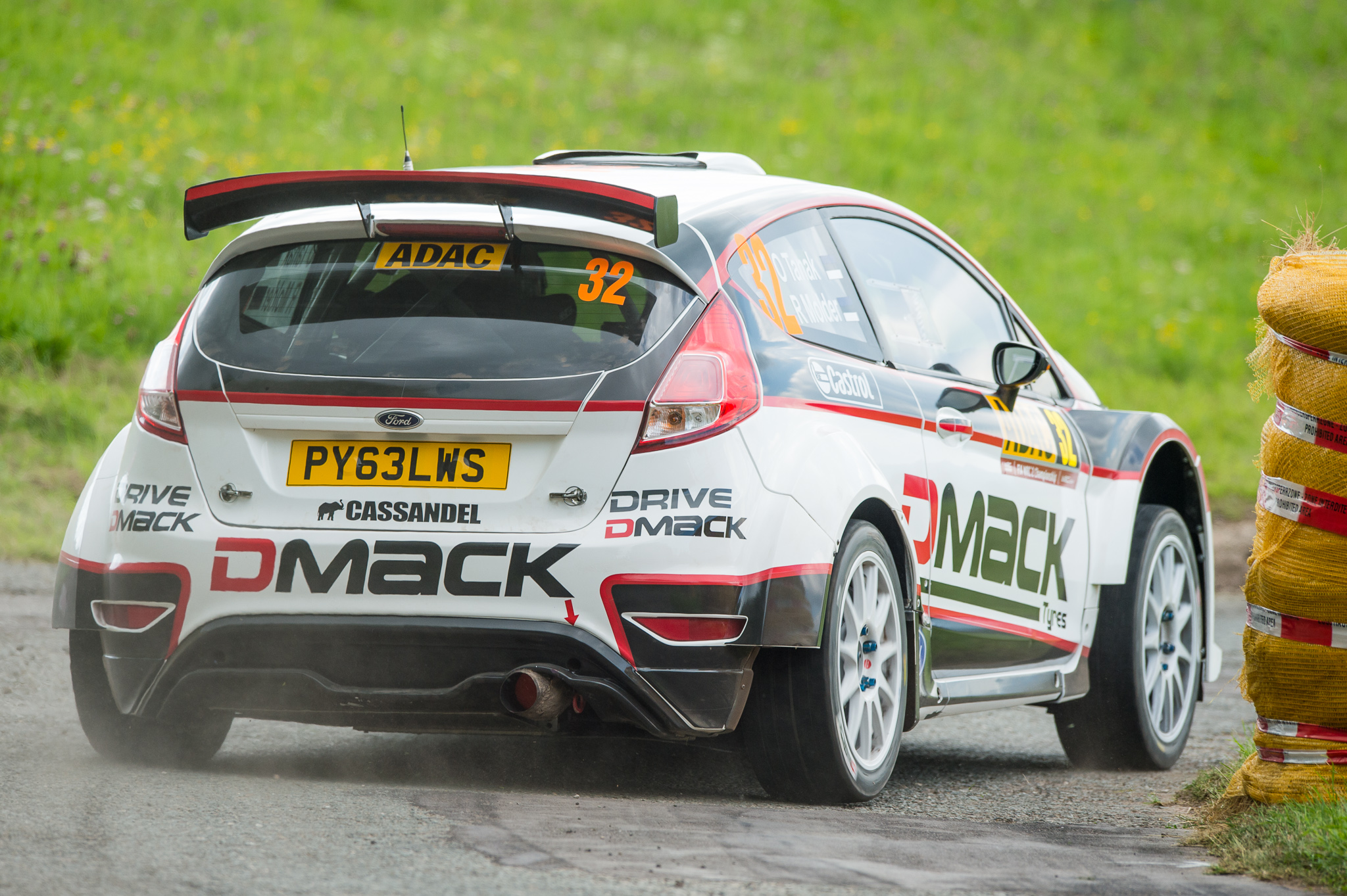
Ott Tanak podczas Rajdu Niemiec 2014